# Paphiopedilum concolor
Paphiopedilum concolor es una especie de orquídea perteneciente a la subfamilia Cypripedioideae.

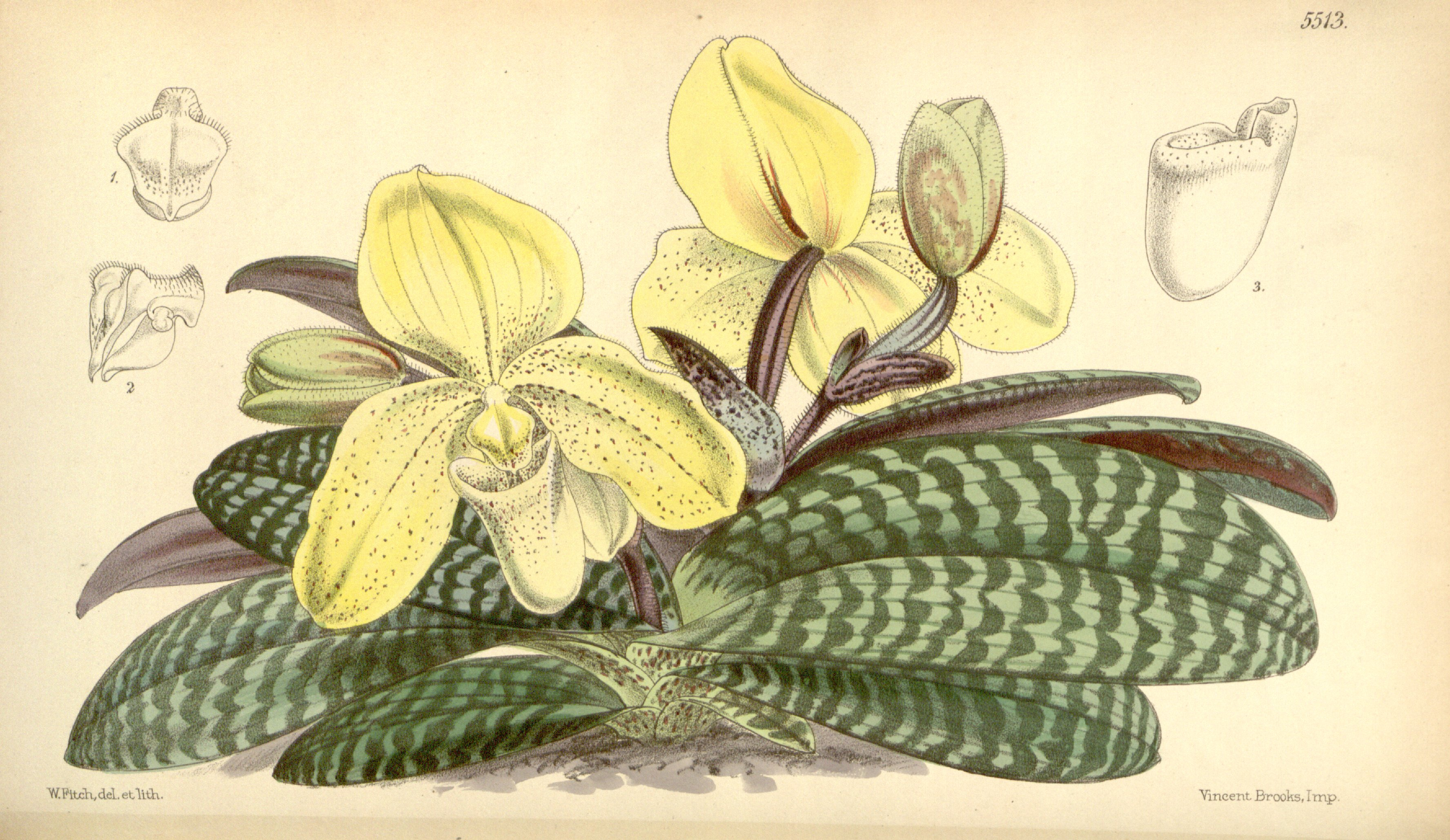
Ilustración

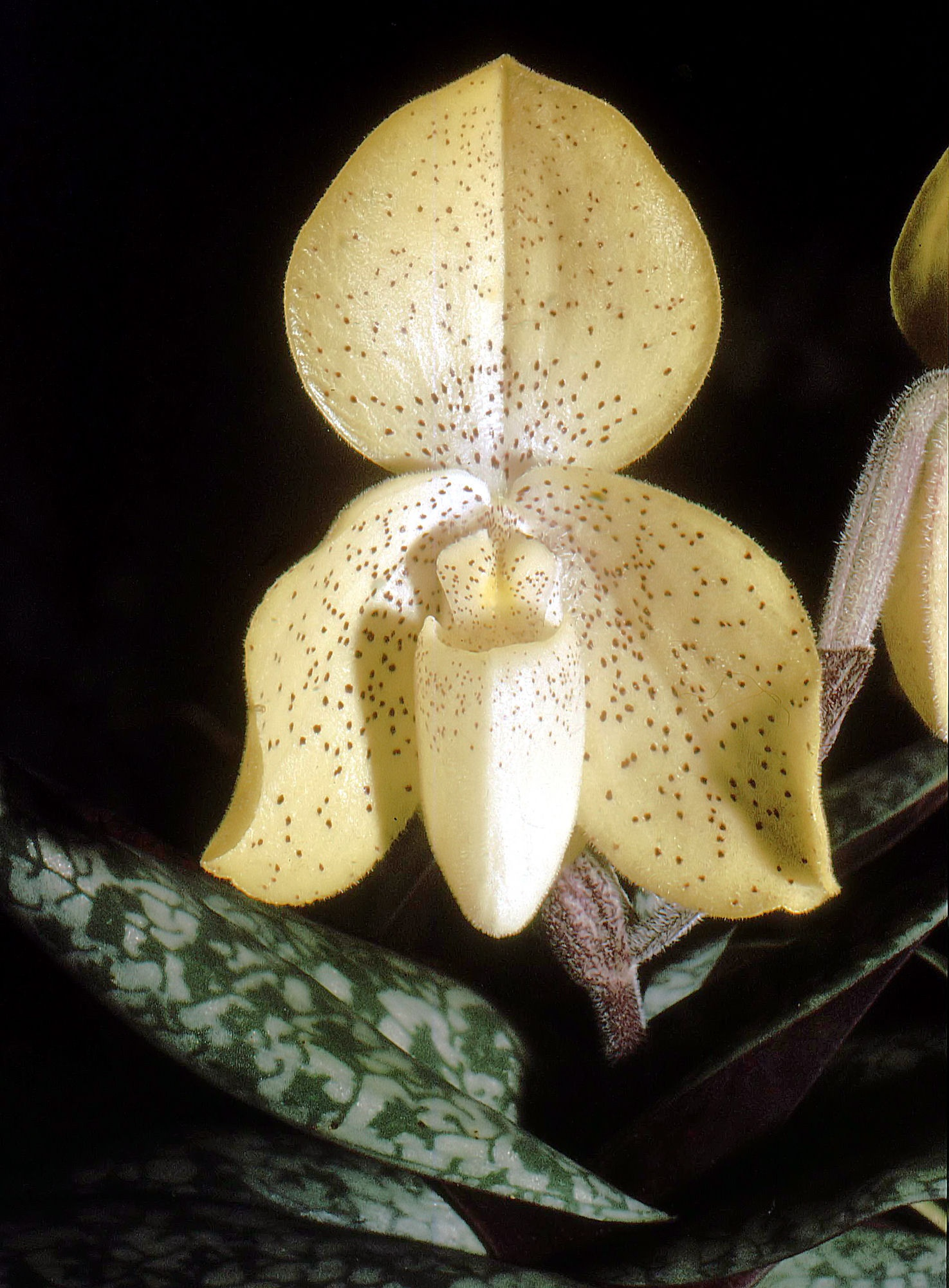
Detalle de la flor

## Descripción
Es una pequeña orquídea de hábito terrestre descrita en 1984. Tiene hojas moteadas verde oscuro y gris verdoso, de hasta 15 cm de largo por 4 cm de ancho. 
Paphiopedilum concolor florece en primavera y otoño. Su escapo floral de 10 cm de alto tiene pelos rojizos y lleva una o dos flores de aproximadamente 7 cm de diámetro. Esta orquídea prefiere un hábitat cálido y suelos húmedos.

## Distribución y hábitat
Paphiopedilum concolor es nativa del sur de China (Yunnan, Guizhou, Guangxi), Birmania (Burma), Tailandia y Vietnam Central y del Sur, por lo general en el parque nacional Phong Nha-Ke Bang en la provincia Quang Binh.

## Taxonomía
Paphiopedilum concolor fue descrita por (Lindl. ex Bateman) Pfitzer y publicado en Die Natürlichen Pflanzenfamilien 2(6): 84. 1888.
Etimología
El nombre Paphiopedilum (Paph.), procede del griego "Paphia": de "Paphos", epíteto de "Venus" y "pedilon" = "sandalia" ó "zapatilla" aludiendo a la forma del labelo como una zapatilla.
concolor; epíteto latino que significa "del mismo color".
Sinonimia
- Cordula concolor (Lindl. ex Bateman) Rolfe
- Cypripedium concolor Lindl. ex Bateman
- Cypripedium concolor Lindl.
- Cypripedium concolor var. chlorophyllum Rchb.f.
- Cypripedium concolor var. longipetalum Rolfe
- Cypripedium concolor var. reynieri Rchb.f.
- Cypripedium concolor var. sulphurinum Rchb.f.
- Cypripedium concolor var. tonkinense God.-Leb.
- Cypripedium tonkinense auct.
- Paphiopedilum concolor subsp. chlorophyllum (Rchb.f.) Fowlie
- Paphiopedilum concolor var. dahuaense Z.J.Liu & J.Yong Zhang
- Paphiopedilum concolor var. immaculatum Z.J.Liu & J.Yong Zhang
- Paphiopedilum concolor var. longipetalum (Rolfe) O.Gruss & Iamwir.
- Paphiopedilum concolor subsp. reynieri (Rchb.f.) Fowlie
- Paphiopedilum concolor f. sulphurinum (Rchb.f.) O.Gruss
- Paphiopedilum wenshanense f. album O.Gruss & Petchl.[4][5]